# Robert Cocking

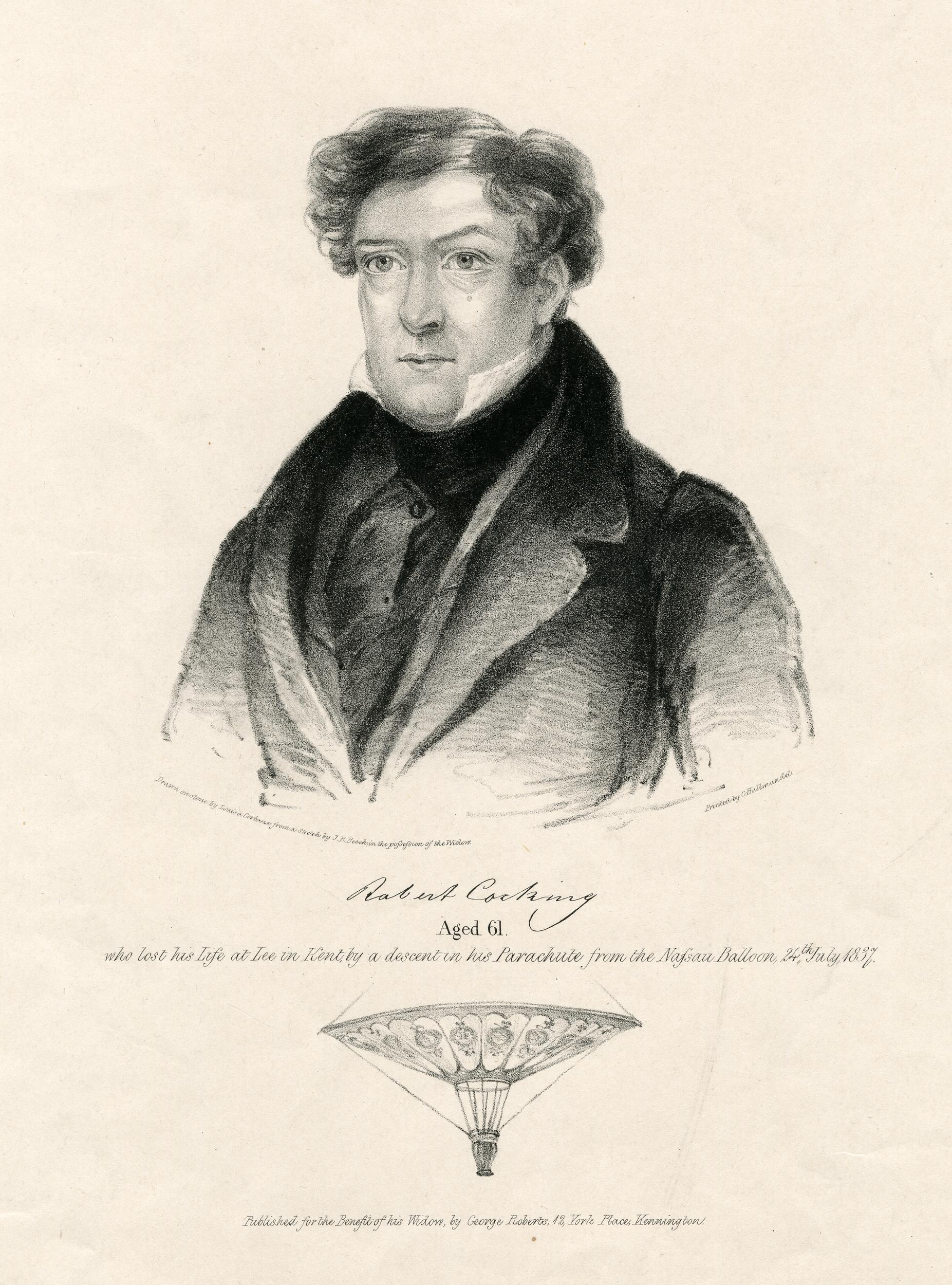
Robert Cocking

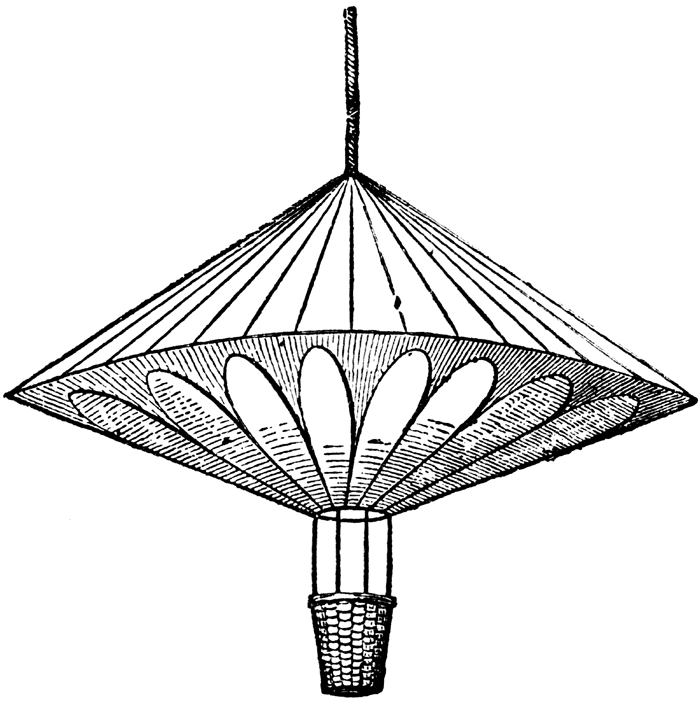
Cockings Fallschirmkonstruktion von 1837

Robert Cocking (* 1776; † 24. Juli 1837 in London) war der Erfinder einer der ersten Fallschirmkonstruktionen, die jedoch nicht funktionierte. Er war der erste Fallschirmspringer, der bei einem Sprung mit einem Fallschirm tödlich verunglückte.

## Der Fallschirm
Robert Cocking war ein  Künstler mit einem ausgeprägten Interesse für die Wissenschaft. Er hatte André-Jacques Garnerin gesehen, der 1802 den ersten Fallschirmsprung in England unternahm.  Die Lektüre von George Cayleys Schrift On Aerial Navigation inspirierte Robert Cocking, die Konstruktionsweise des Garnerin-Fallschirms zu verbessern.
Cayleys Schrift, die 1809–1810 veröffentlicht wurde, behandelte Garnerins Sprung ausführlich. Garnerin hatte einen schirmförmigen Fallschirm benutzt, der während des Sprunges stark pendelte. George Cayley begründete eine Theorie, nach der sich ein kegelförmiger Fallschirm stabiler verhalten würde. Cocking arbeitete einige Jahre an der Entwicklung eines nach Cayleys Vorstellungen verbesserten Fallschirms. Robert Cockings Fallschirm hatte einen Durchmesser von 32 m und die Form eines vom Sturm umgeklappten Regenschirms, der oben mit Seilen verbunden war. Cocking bat Charles Green und Edward Spencer (1799–1849), die Eigentümer des Ballons Royal Nassau (früher Royal Vauxhall), ihm eine Gelegenheit zu geben, seine Erfindung zu testen. Obwohl Cocking bereits 61 Jahre alt war, keine Ausbildung als Wissenschaftler besaß und keine Erfahrungen mit dem Fallschirmspringen hatte, erklärten Green und Spencer sich bereit, ihn zu unterstützen. Sie kündigten den Sprung als Hauptattraktion einer Grand Day Fete im Londoner Vergnügungspark Vauxhall Gardens an.
Am  24. Juli 1837, um 7.35 Uhr Ortszeit, stieg Robert Cocking in einen Korb ein, der unter seinem Fallschirm hing, der wiederum unter dem Korb des Ballons hing, der von Green und Spencer geführt wurde. Cocking hoffte, aus einer Höhe von 2.500 m abspringen zu können, aber das Gewicht des Ballons zusammen mit dem Gewicht des Fallschirms und dem der drei Männer verlangsamte den Aufstieg. In einer Höhe von 1.500 m, annähernd über Greenwich, teilte Green Cocking mit, dass die Zeit nicht ausreiche, um höher aufzusteigen, da der Versuch bei Tageslicht erfolgen sollte. Angesichts dieser Tatsache entschloss sich Cocking zum Sprung.

## Der Absturz
Eine große Menschenmenge hatte sich versammelt, um Zeuge des Ereignisses zu werden.
Schnell wurde klar, dass sich Cocking in Schwierigkeiten befand.  Er hatte versäumt, das Gewicht des Fallschirms in seine Berechnungen einzubeziehen. Für einige Sekunden war der Fall zwar schnell, aber gleichmäßig, dann hielt der Fallschirm dem Luftdruck jedoch nicht mehr stand. Er klappte komplett nach oben weg und Cocking stürzte ab. Der Schirm zerbrach in der Luft, bevor er auf dem Boden aufschlug. Cocking war sofort tot, seine Leiche wurde auf einem Feld bei Lee (heute ein Stadtteil von London) gefunden.
Die Schuld für das Unglück wurde zuerst bei George Cayley gesucht, spätere Tests bewiesen jedoch, dass, obwohl Cayley versäumt hatte, das zusätzliche Gewicht des Fallschirms in seiner Schrift zu erwähnen, die Ursache für den Absturz in einer Kombination aus dem Gewicht des Fallschirms und seiner mangelhaften Ausführung, insbesondere der zur Befestigung der Seile zu schwachen Nähte lag. Robert Cockings Fallschirm wog 115 kg, ein Vielfaches des Gewichts moderner Fallschirme. 
Versuche, die von dem amerikanischen Ballonfahrer und Erfinder der Reißbahn,  John Wise, durchgeführt wurden, bewiesen, dass Cockings Fallschirm funktioniert hätte, wenn er größer und besser gebaut gewesen wäre. Bei einem Vergleich von  Garnerins  und Cockings Fallschirmen fand er heraus, dass der Letztere gleichmäßiger und stabiler gewesen wäre. Das Problem der Pendelbewegungen, die bei Garnerins Fallschirm zum ersten Mal auftraten, wurde später durch den Einbau einer Scheitelöffnung an der Spitze des Schirms gelöst.
Robert Cockings Tod führte dazu, dass das Fallschirmspringen unpopulär wurde und sich bis ins 19. Jahrhundert auf  Zirkus- und Karnevalsveranstaltungen beschränkte.